# Barão de Maxial
Barão de Maxial é um título nobiliárquico criado por D. Luís I de Portugal, por Decreto de 13 de Março de 1883, em favor de António Dinis da Graça Vieira.
Titulares
1. António Dinis da Graça Vieira, 1.º Barão de Maxial.